# سوزان هاسكيل
سوزان هاسكيل هي ممثلة كندية، ولدت في 10 يونيو 1968 بتورونتو في كندا. من الجوائز التي نالتها جائزة إيمي داي تايم ‏.

## جوائز
- جائزة إيمي داي تايم [الإنجليزية]‏

## وصلات خارجية
- سوزان هاسكيل على موقع IMDb (الإنجليزية)
- سوزان هاسكيل على موقع ألو سيني (الفرنسية)
- سوزان هاسكيل على موقع أول موفي (الإنجليزية)
- سوزان هاسكيل على موقع قاعدة بيانات الأفلام السويدية (السويدية)
- سوزان هاسكيل على موقع قاعدة بيانات الفيلم (الإنجليزية)
- سوزان هاسكيل على موقع كينوبويسك (الروسية)